# Procamallanus sigani
Procamallanus sigani är en rundmaskart som beskrevs av Yamaguti 1935. Procamallanus sigani ingår i släktet Procamallanus och familjen Camallanidae. Inga underarter finns listade i Catalogue of Life.